# Копистинський Теофіл Дорофійович
Кописти́нський Теофі́л Дорофі́йович (15 квітня 1844, Перемишль — 5 липня 1916, Львів) — український художник-реаліст, портретист, а також реставратор.

## Життєпис і творчість

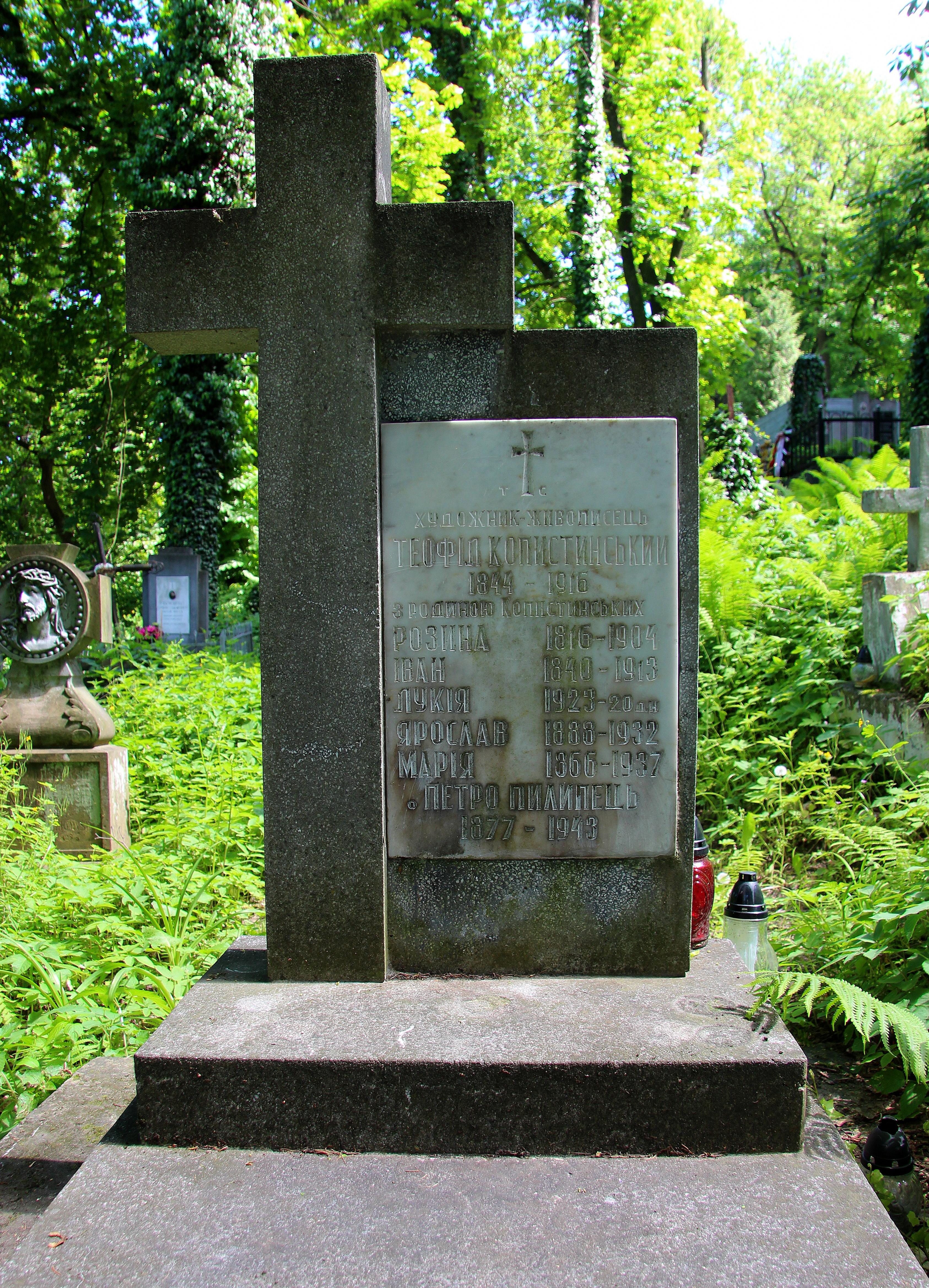

Народився у Перемишлі (тепер Польща) 15 квітня 1844 року. У 1868—1871 роках навчався у Краківській школі малювання і живопису, 1872 року — у Віденській академії образотворчих мистецтв.

### Ставропігійський інститут
У 1873 році переїхав до Львова, де брав участь у виставках товариства прихильників красних мистецтв, ілюстрував журнал «Дзвінок». Тоді ж розпочалась його активна співпраця зі Ставропігійським інститутом. На замовлення останнього художник займався реставрацією ікон, церковних розписів, підготовлення виставок тощо. Також упродовж 1870—1880-х років він виконав на замовлення Ради Ставропігійського інституту галерею портретів представників духовенства, громадських та історичних діячів, зокрема митрополита Петра Могили (1885), гетьмана Петра Конашевича-Сагайдачного (1886), князя Костянтина Острозького (1886). В тому числі він намалював портрети тогочасних відомих діячів Ставропігійського інституту. 
Першим із них був портрет відомого педагога, інспектора гімназій та першого голови Руського педагогічного товариства Амвросія Яновського (1872). Загалом таких портретів було сімнадцять, і створені вони були в 1870—1880-х роках. Винятками були портрет Михайла Качковського (1891), який залишився незавершеним, а також портрети Йосифа Делькевича (близько 1895) і Лева Мацелінського (1897). Останній був виконаний художником з фотографії, що неодноразово ним практикувалося.
Більшість портретів збереглося дотепер, і як і інші колекції Ставропігійського інституту після 1939 року були розподілені між ЛІМ та НМЛ ім. Шептицького.

### Подальша доля
Надалі як реставратор відомий своїми реставраційними роботами в костелі отців бернардинців у Лежайську (1896 р.), катедральному костелі святих Станіслава і Вацлава на Вавелі, костелі отців домініканців та Маріацькому костелі в Кракові (1897—1898 рр.), в костелах Св. Андрія (1883 р.), Марії Сніжної і Св. Мартина (1886) у Львові. Окрім того Т. Копистинський розробив і запропонував методику реставрації фрески «Тайна вечеря» Леонардо да Вінчі у Мілані.
Останні роки життя мешкав у притулку для старців фундації Роберта Домса, що розташовувався на вул. Святої Терези, 4 (нині — вул. Митрополита Андрея, 10). 
Помер 1916 року. Похований у Львові Личаківському цвинтарі (поле № 63).

## Вшанування
1992 року одну з вулиць Франківського району у Львові назвали на честь Теофіла Копистинського.